# Histoire mémorable du siège de Sancerre
Histoire mémorable de la ville de Sancerre (sous-titré contenant les entreprinses, sièges, approches, batteries, assauts et autres efforts des assiégeants, le tout fidèlement recueilli sur le lieu par Jean de Lery) sont des mémoires rédigés par Jean de Léry, parus en 1574.

## Composition des chapitres
Le nom des chapitres suivants sont transcrits du moyen français de l'édition de 1574.
-Chapitre I : Situation et description de la ville de Sancerre : pourquoi est-elle depuis si longtemps haïe par l’Église. Comment elle reçut les fugitifs après ce qu'il y eut le 24 août 1572. Du comportement des habitants au commencement. 
-Chapitre II : Des escarmouches, surprises et défaites de ceux qui s'étaient retirés au village de Chavignol. 
-Chapitre III : Par qui et par quels moyens les habitants naturels de Sancerre furent divisés et ligués les uns contre les autres. Des malheurs qui s'ensuivirent. 
-Chapitre IV : Pratiques de Monsieur de Fontaines avec ceux de la ville, de son parti, pour surprendre le château de Sancerre. 
-Chapitre V : Surprise du château par le Sieur de Racam, frère de Monsieur de Fontaines et introduit par ceux de la ville soutenant son parti : reprise miraculeuse du château le même jour.
-Chapitre VI : De l'ordre et gouvernement qui fut mis à Sancerre, pour s'opposer à ceux qui voulaient forcer, et de quelques sorties et escarmouches. 
-Chapitre VII : Début du siège de Sancerre. Organisation et nombre des assiégeants, les sorties faites sur eux à leur arrivée : leurs préparatifs, tranchées, batteries ; et tout ce qui a eu lieu jusqu'au jour de l'assaut. 
-Chapitre VIII : L'assaut donné à Sancerre : comment fut-il soutenu. L'organisation des assiégeants et des assiégés à assaillir et défendre. Morts et blessés ce jour-là. Cantique des soutenants après la victoire.
-Chapitre IX : Des forts, blocus et stratégies de l'ennemi devant Sancerre pour l'affamer. De plusieurs alarmes sorties et escarmouches d'une part et d'autre. 
-Chapitre X : De l'extrême famine. De la cherté des vivres, de la chair, et autres choses non-accoutumées pour la nourriture de l'homme ; dont les assiégés dans la ville de Sancerre ont été affligés et ont usé environ trois mois. 
-Chapitre XI : Comment les Sancerrois en immense famine et las du siège ont recours implorent l'aide de Dieu. Quatre d'entre eux sont envoyés solliciter du secours, dont les deux capitaines la Fleur et la Croix, arrêtés et faits prisonniers. 
-Chapitre XII : Désolations et désordres qui advinrent entre les assiégés, tant à cause de la fuite de plusieurs qui passèrent la muraille et se rendirent à l'ennemi, que pour les tristes nouvelles de la prise de la Fleur et la Croix ; et de tout ce qui eut lieu pendant ce temps jusqu'à la capitulation. 
-Chapitre XIII : Les négociations, accords et capitulations des Sancerrois, à quelles conditions ils se sont rendus, et pourquoi. 
-Chapitres XIV : De ce qui est advenu de Sancerre depuis la reddition, et quel est à présent l'état de la ville. 

### Chapitre X: l'horreur de la famine
Jean de Léry y rapporte les trois derniers mois du siège, où les vivres viennent à manquer. Une fois que tous les aliments habituels sont consommés, les Sancerrois, peu à peu, se nourrissent de tout ce qu'ils peuvent ingérer. Ainsi, après les ânes, mules et chevaux, la population cuisine chiens, chats, rongeurs et tous les animaux présents en ville. Puis, Jean de Léry décrit comment des morceaux de cuir et de peau sont bouillis pour être ramollis. L'étape suivante est la cuisine des parchemin : les reliures, certes, mais aussi les peaux qui contenaient du texte. Ainsi décrit-il comment sont cuisinés ces parchemins « où les caractères imprimés et manuscrits apparaissent encore, et pouvait-on lire dans les morceaux qui étaient prêts à manger dans les plats. ».  
Jean de Léry ajoute que les cornes, sabots et os sont ramassés et rongés. Les outils composés de cuirs sont découpés, préparés et grillés : harnais, licols, baudriers, ceinturons  etc. Après, il est fait mention des herbes et racines qui deviennent des aliments essentiels à la subsistance. L'auteur raconte que les habitants montent la garde toute la nuit devant leurs jardins pour qu'on ne dérobe par leurs végétaux, herbes et racines. Il rapporte même que certains Sancerrois s'empoisonnèrent à ingérer des racines de cigüe.  
Par la suite, tout ce qui put être réduit en poudre fut utilisé comme blé à pain : on tenta un pain de poudre de noix ou encore du pain d'ardoise. Enfin, il arriva même que la détresse de cette disette conduise certains habitants à consommer des déjections et des excréments, « le comble de toute misère » rapporte-t-il. 
Le point culminant de la descente aux enfers de la ville de Sancerre lors de cet épisode de famine est rapporté avec effroi par Jean de Léry qui affirme avoir découvert, le 21 juillet, le couple Potard mangeant leur fille décédée de 3 ans. C'est la deuxième rencontre que Jean de Léry fait avec l'anthropophagie, si on considère sa première expérience rapportée dans son Histoire d'un voyage fait en la terre du Brésil. Il compare la violence de cette pratique d'une carnation intrafamiliale avec la coutume culturelle et ritualisée des Toüoupinambaoults. Il relativise la prétendue "civilisation" humaniste où se produit un tel abus, comparativement aux coutumes des prétendus "sauvages", qui n'étaient pas considérés comme des hommes rationnels à l'époque. Ainsi, il fait preuve d'une étonnante objectivité anthropologique que lui reconnait Claude Lévi-Strauss dans Tristes Tropiques.

## Genèse et dimension politique
Jean de Léry, converti à la Réforme et proche de Jean Calvin, écrit ses mémoires lors de ce siège établi un an après le massacre de la Saint Barthélémy.

### Éditions d'époque numérisées
- Édition 1574 sur gallica.bnf.fr